# Bombus melaleucus
Bombus melaleucus là một loài Hymenoptera trong họ Apidae. Loài này được Handlirsch mô tả khoa học năm 1888.